# Tobiphora ishidae
Tobiphora ishidae är en insektsart som först beskrevs av Matsumura 1903.  Tobiphora ishidae ingår i släktet Tobiphora och familjen spottstritar. Inga underarter finns listade i Catalogue of Life.